# 4352 Kyoto
4352 Kyoto (1989 UW1) là một tiểu hành tinh vành đai chính được phát hiện ngày 29 tháng 10 năm 1989 bởi Atsushi Sugie ở Dynic.